# Canyó d'Añisclo

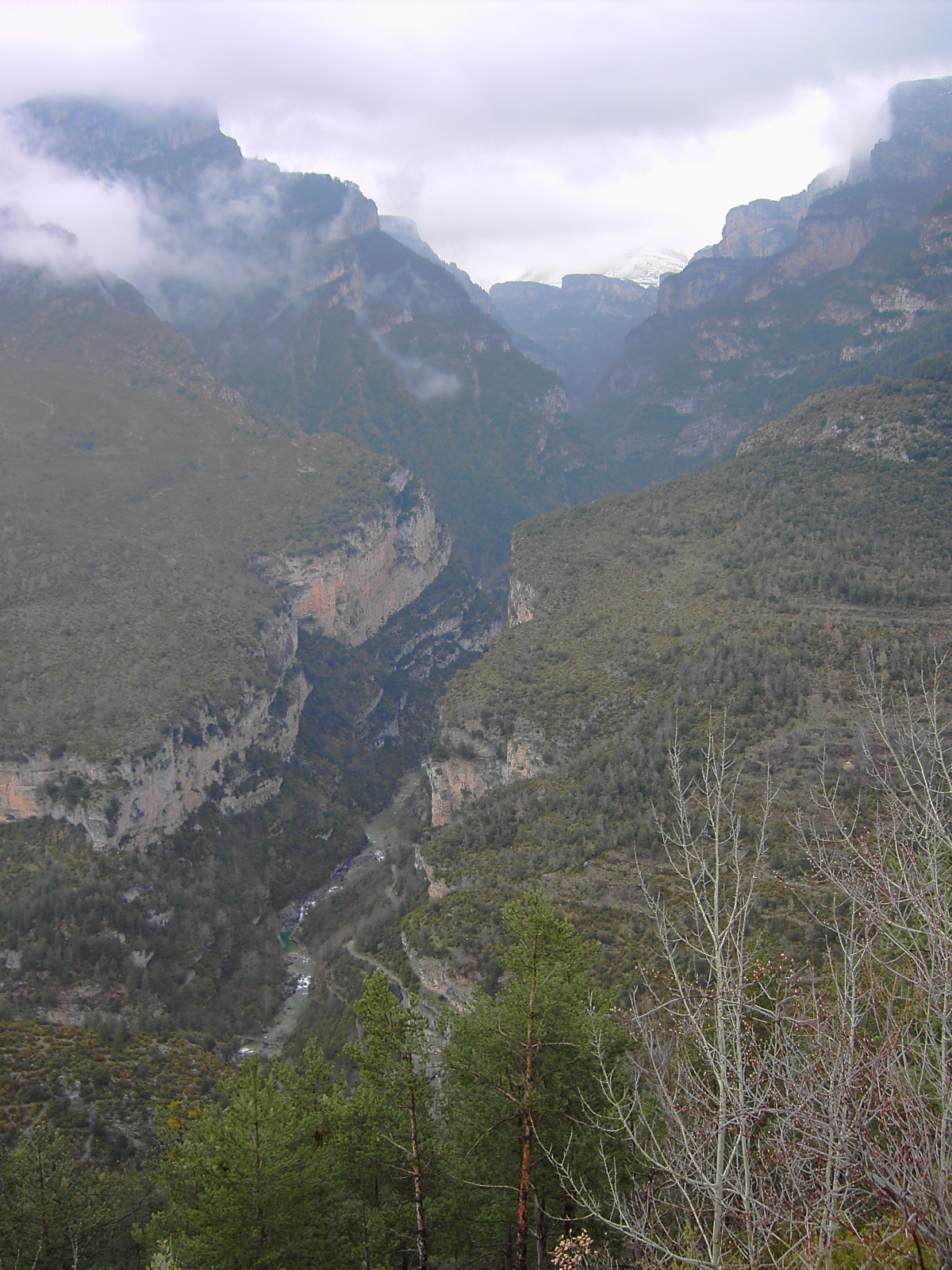
El canyó dAs Fuabas. En primer terme es veu el Portiallo de Sercuet.

El Canyó d'Añisclo - Val d'Anyisclo en aragonès - és una vall dels Pirineus a Aragó inclosa totalment dins la comarca del Sobrarbe, que des de la muntanya (Mallo) de les Tres Sorores (Tres Serols) discorre durant 10 km fins a la desembocadura del barranc d'Aso al riu Bellós. Després de baixar de la Ribereta, el lloc on desemboca el barranc de la Pardina, les parets de la vall augmenten la seva verticalitat, deixant molts llocs a pràcticament l'ombra tot els dies de l'any. En aquests ubacs hi creixen els faigs i els avets en formacions espesses com la de la Selba Plana.
Aquesta vall junt amb la muntanya dels Tres Serols, Vall d'Ordesa, Foratars d'Escuaín i la capçalera de la Vall de Pineta, és part integrant del Parc Nacional d'Ordesa i Mont Perdut. La Collata d'Añisclo, comunica amb la vall de Pineta a 2.500 m d'altura. Per l'oest la Serra Custodia i el Pueyo Mondizieto la separen de la Faixa de Pelai en la Vall d'Ordesa. Per l'est arriba a la capçalera de la Vall de Yaga. Un dels indrets més destacats és la Font Blanga (Font Blanca) que és un salt d'aigua de 30 m que neix a 3.002 m d'altitud.

## Enllaços externs

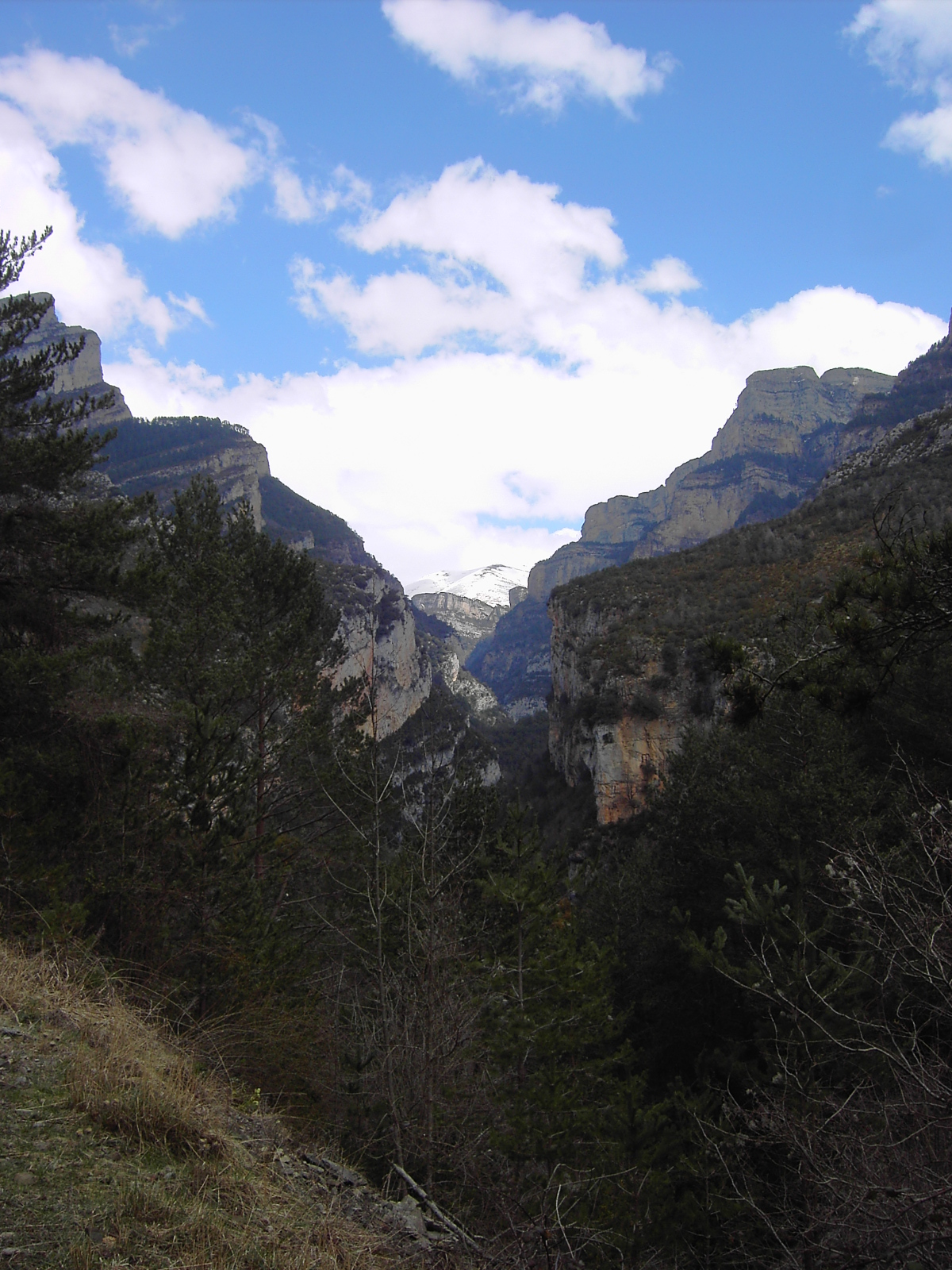
Vista general des de la Boca d'Añisclo